# Крамаренко, Василий Филиппович
Васи́лий Фили́ппович Крамаре́нко (укр. Василь Пилипович Крамаренко, 10 марта 1916 — 27 ноября 1998) — учёный, работавший в направлении токсикологической и аналитической химии, а также судебной медицины. Автор более 250 научных и учебно-методических работ и ряда книг, посвящённых применению химических, физических и физико-химических методов анализа (фотоколориметрия, спектрофотометрия, хроматография, гель-хроматография, газо-жидкостная хроматография и др.) в токсикологической химии. Создал школу химиков-токсикологов. Направления его научных исследований включали изучение проблем судебно-химического анализа, проработку методов выделения ядовитых веществ, в частности, алкалоидов и их синтетических заменителей, из объектов биологического происхождения, очистку полученных вытяжек от примесей и их исследование на выявление и содержание ядов с помощью химических и физико-химических методов.
С 1948 года управлял кафедрой судебной и токсикологической химии во Львовском государственном медицинском институте, где под его руководством было защищено 39 кандидатских и 9 докторских диссертаций по фармацевтике. Работа данной кафедры ЛГМИ внесла большой вклад в развитие токсикологической химии, в особенности в анализе алкалоидов, их синтетических аналогов и барбитуратов.

## Биография
Учился в Киевском (впоследствии ставшем Одесским) фармацевтическом институте.
- 1939—1941, 1943—1945 — начальник аптеки действующей армии. После окончания Одесского фармацевтического института в 1939 году Крамаренко был мобилизован в ряды Красной Армии. Начав свой боевой путь в финской войне, он с несколькими ранениями и боевыми наградами окончил его в Праге.
- 1941—1943 — участник подпольного и партизанского движения.
- 1945—1947 — После войны учился в аспирантуре при кафедре фармацевтической химии Киевского института усовершенствования провизоров у академика Я. А. Фиалкова. После окончания аспирантуры начал свою трудовую деятельность во Львовском государственном медицинском институте, где трудился всю свою жизнь.
- 1947—1948 — ассистент кафедры судебной химии Львовского государственного медицинского института.
- 1948—1987 — заведующий кафедры судебной (токсикологической) и аналитической химии Львовского государственном медицинского института, занимался педагогической деятельностью: проводил лабораторные занятия, читал лекции по токсикологической и аналитической химии для студентов II, IV и V курсов фармацевтического факультета, читал лекции по физико-химическим методам анализа ядовитых веществ для врачей судебно-медицинских экспертов-токсикологов на всесоюзных курсах специализации. Занимался разработкой методических указаний для студентов токсикологической и аналитической химии и для судебных химиков-экспертов, оказывал экспертизу при проведении ответственных, сложных и осложненных токсикологических исследований.
- 1950 — защитил в Киеве кандидатскую диссертацию на тему «Количественное определение алкалоидов по функциональным группам», получил учёную степень кандидата фармацевтических наук.
- 1951 — доцент.
- 1963 — защитил в Москве докторскую диссертацию на тему «Выбор и количественное определение алкалоидов в судебно-химическом анализе», получил степень доктора фармацевтических наук.
- 1963 — профессор.
- 1987—1998 — профессор-консультант кафедры судебной / токсикологической и аналитической химии.
- 1951—1965 — декан фармацевтического факультета Львовского государственного медицинского института.
- 1965—1967 — проректор по учебной работе Львовского государственного медицинского института.

Василий Филиппович Крамаренко, начиная с 1945 г. и до последних дней жизни посвятил себе изучению проблем судебно-химического и химико-токсикологического анализа. Он создал известную школу химиков-токсикологов. Под его руководством защищено 9 докторских и 39 кандидатских диссертаций. Его ученики успешно продолжают изучать эту проблему как на Украине, так и во многих других странах (в России, странах Прибалтики, Средней Азии, Закавказья и других).
Оригинальный текст (укр.)Василь Пилипович Крамаренко починаючи із 1945р. і до останніх днів життя присвятив себе вивченню проблем судово-хімічного та хіміко-токсикологічного аналізу. Він створив відому школу хіміків-токсикологів. Під його керівництвом захищено 9 докторських та 39 кандидатських дисертацій. Його учні успішно продовжують вивчати цю проблему як в Україні, так і в багатьох інших країнах (в Росії, країнах Прибалтики, Середньої Азії, Закавказзя та інших).

Ще тоді, наприкінці минулого століття, Василь Пилипович розпочав опрацьовувати книгу "Екологічна хімія" — він передбачив її актуальність. Та на жаль, йому так і не судилося її дописати...
Весь свій вільний від роботи час В.П. Крамаренко присвячував роботі в бібліотеках і продовжував займатися проблемами хіміко-токсикологічного аналізу. Дуже багато часу було віддано своїм багатьом учням у проведенні науково-дослідницької роботи та у наданні безвідмовної допомоги своїм студентам і учням при вирішенні їх повсякденних проблем – за це його люб’язно прозвали "батьком".
— Из архивов Клінічна фармація, фармакотерапія та медична стандартизація за 11.2011. 
(Пам’яті вчителя (до 95-ліття від дня народження))

## Награды
- орден «Красная Звезда» (1945),
- орден Отечественной войны II степени (1945),
- орден «Знак почета» (1946),
- 9 медалей,
- Почётная грамота Президиума Верховного Совета УССР (1976),
- Государственный стипендиат в номинации «Выдающиеся деятели науки, образования и культуры» — согласно Указу Президента Украины № 128 от 14.02.1996 г.

## Избранные книги
- В. Ф. Крамаренко, В. И. Попова. Фотометрия в фармацевтическом анализе. — М.: Здоровье, 1972. — 191 с.
- В. Ф. Крамаренко, Б. М. Туркевич. Анализ ядохимикатов. — М.: Химия, 1978. — 264 с.
- Крамаренко В. Ф. Химико-токсикологический анализ. — Киев: Выща школа, 1982.
- Крамаренко В. Ф. Токсикологическая химия. — Киев: Выща школа, 1989. — 447 с. — 6000 экз. — ISBN 5-11-000148-0.

## Избранные статьи
- Горбунова, Л. А., Бисарева, Ш. С., Крамаренко, В. Ф. (1989). Динамика эпидемического процесса в слабоэндемических очагах описторхоза в Кахахстане. Медицинская паразитология и паразительные болезни. № 5: с. 57-60.
- Туркевич, О. Д., Крамаренко, В. Ф. (1984). УФ-спектрофотометрическое определение галоперидола и триседила в биологическом материале. Науч. тр., ВНИИ Фармации, т. 22., с. 117—122.
- Туркевич, О. Д., Крамаренко, В. Ф. (1982). Влияние рН и природы органических растворителей на экстракцию триседила и галоперидола. Фармация, № 22: с. 69-70.
- Свинчук, В. С., Крамаренко, В. Ф., Орлинский, М. М. (1980). Определение циклозерина в биологическом материале. Фармацевтический журнал, № 1: с. 74-75.
- Акопян, О. А., Крамаренко, В. Ф., Богданова, С. А. (1979). Взаимодействие скополамина с эритроцитами крови. Фармацевтический журнал, № 4: с. 58-60.
- Вайнаускас, П. В., Крамаренко, В. Ф. (1973). Распределение алкалоидов винкамина и эхинопсина в органах животных. Фармацевтический журнал, № 28(3): с. 82-83.
- Крамаренко, В. Ф. (1964). Выделение алкалоидов из биологического материала. Фармацевтический журнал, № 19: с. 48-53.